# نورمان جاي هال
نورمان جاي هال (بالإنجليزية: Norman J. Hall)‏ هو عسكري أمريكي، ولد في 2 مارس 1837، وتوفي في 26 مايو 1867.